# Edolisoma ceramense
Edolisoma ceramense là một loài chim trong họ Campephagidae.